# Eudonia oreas
Eudonia oreas là một loài bướm đêm trong họ Crambidae.